# Drvenik Mali
Drvenik Mali je chorvatský ostrov ležící západně od ostrova Drvenik Veli a asi 10 námořních mil jihozápadně od Trogiru. Povrch ostrova je asi 3,43 km². Nejvyšší vrchol je 79 m vysoký kopec Glavica na západě ostrova. Místní obyvatelé ostrov nazývají Ploča (česky panel či deska). Bydlí zde 87 obyvatel.

## Hospodářství
Podmínky pro rozvoj cestovního ruchu jsou špatné (existují zde pouze tzv. lesní silnice).[zdroj?] Ostrov je obklopen plážemi a čistým mořem. Ostrov se vyznačuje olivovými háji a skalami. Extra panenský olivový olej je zde dobře známý a populární.[zdroj?] Drvenik Mali je vhodný pro dovolenou "mimo civilizaci", protože se vyznačuje neporušenou přírodní krásou a léčivými středomořskými bylinami.